# Cichorium bottae
Cichorium bottae là một loài thực vật có hoa trong họ Cúc. Loài này được Deflers mô tả khoa học đầu tiên năm 1899.